# Chó tha vịt Nova Scotia
Chó tha vịt Nova Scotia là một giống chó săn có kích cỡ trung bình được nuôi chủ yếu để săn bắn. Nó thường được gọi là "toller". Giống chó này có kích thước nhỏ nhất trong số những giống chó tha mồi và thường bị nhầm lẫn với giống chó tha mồi Vàng có kích thước nhỏ. Chó Toller được biết đến là thông minh, dễ dàng để làm hài lòng lòng chủ, cảnh giác và là một giống chó có năng lượng cao. Tên "toller" có nguồn gốc từ khả năng thu hút chim nước trong phạm vi phát súng. Loài này có nguồn gốc ở quận Yarmouth, Nova Scotia, Canada. Câu lạc bộ Chăm sóc Chó Hoa Kỳ xếp hạng Toller là giống chó phổ biến nhất ở hạng 87.

## Tính nết
Chó tha vịt Nova Scotia được biết đến là những con chó rất thông minh, tò mò, cảnh giác, hướng ngoại và có năng lượng cao. Chúng rất trìu mến, háo hức làm vui lòng chủ nhân, náo nhiệt và hòa thuận với trẻ em. Chúng đóng vai trò những con chó gia đình tốt, tuy nhiên trong quá trình ra quyết định, các chủ sở hữu tiềm năng nên cảnh giác và luôn đảm bảo cho thể chất và tinh thần của giống chó này luôn được giữ cho bận rộn. Các kích thích thể chất nên được cung cấp cho những con chó này mỗi ngày vì chúng có thể trở nên phá hoại khi chúng không tập thể dục đủ hoặc để lại một mình quá lâu.